# Automobiles Talbot France

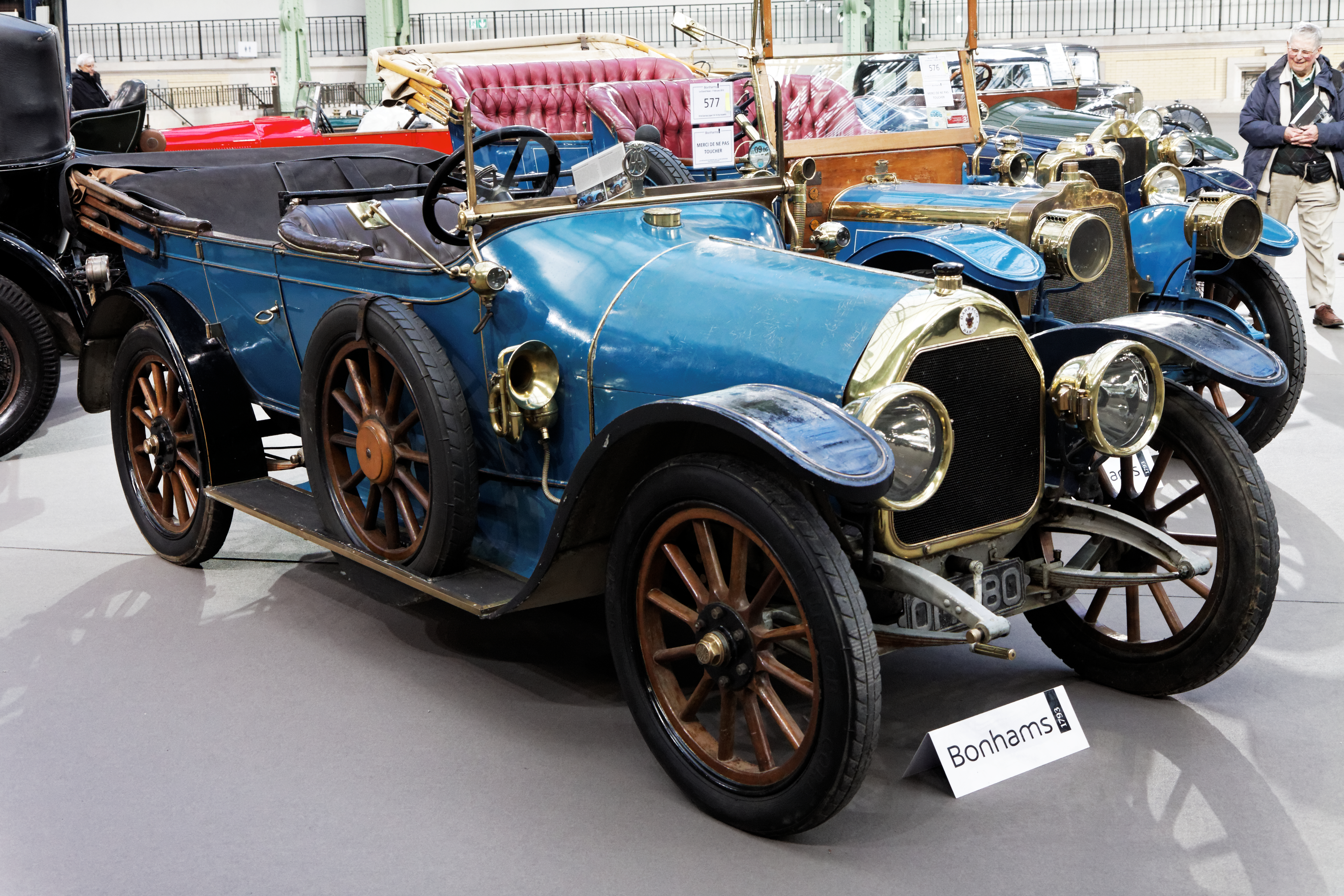
Clegg 16 caballos tipo V14

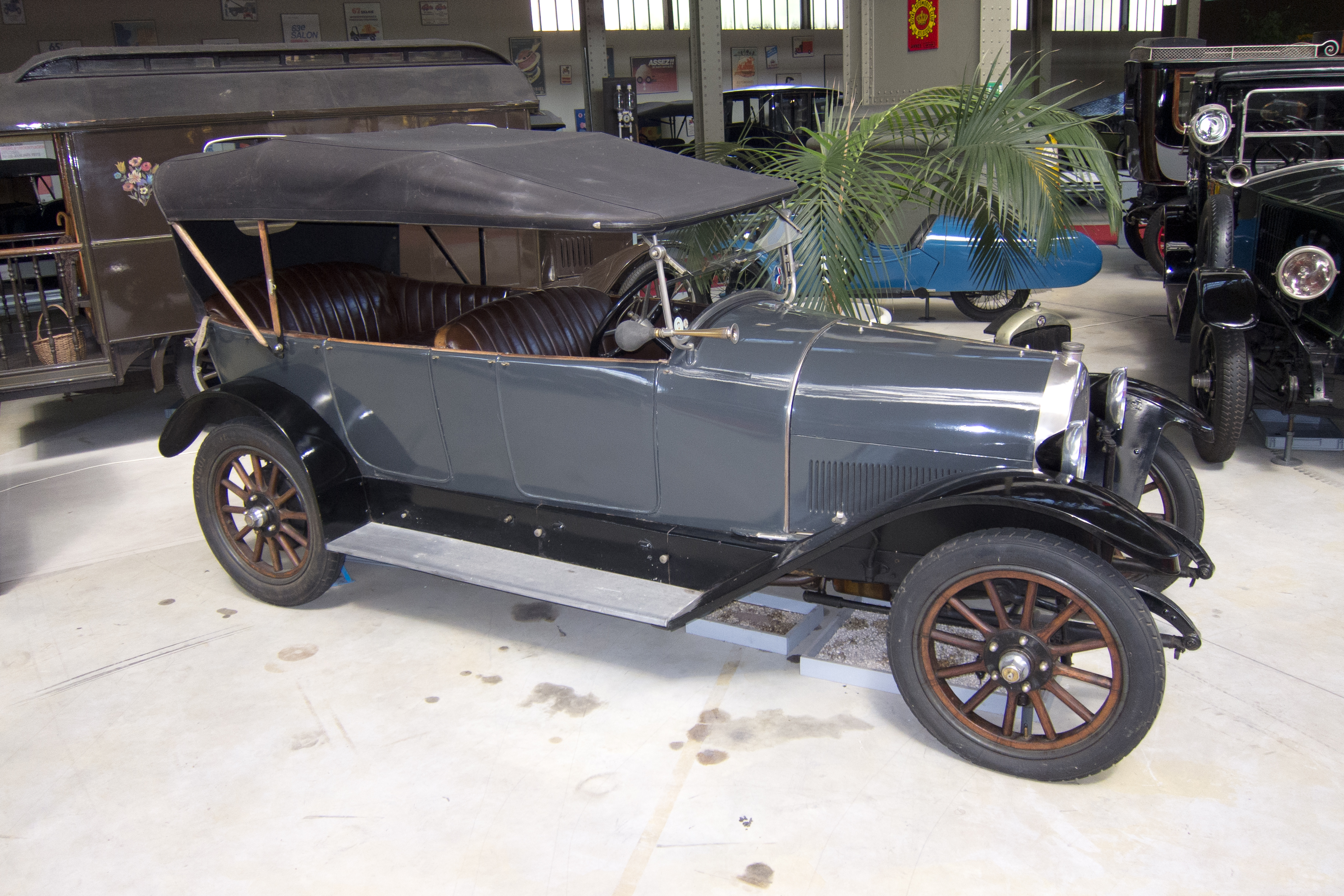
1927 DUS torpédo

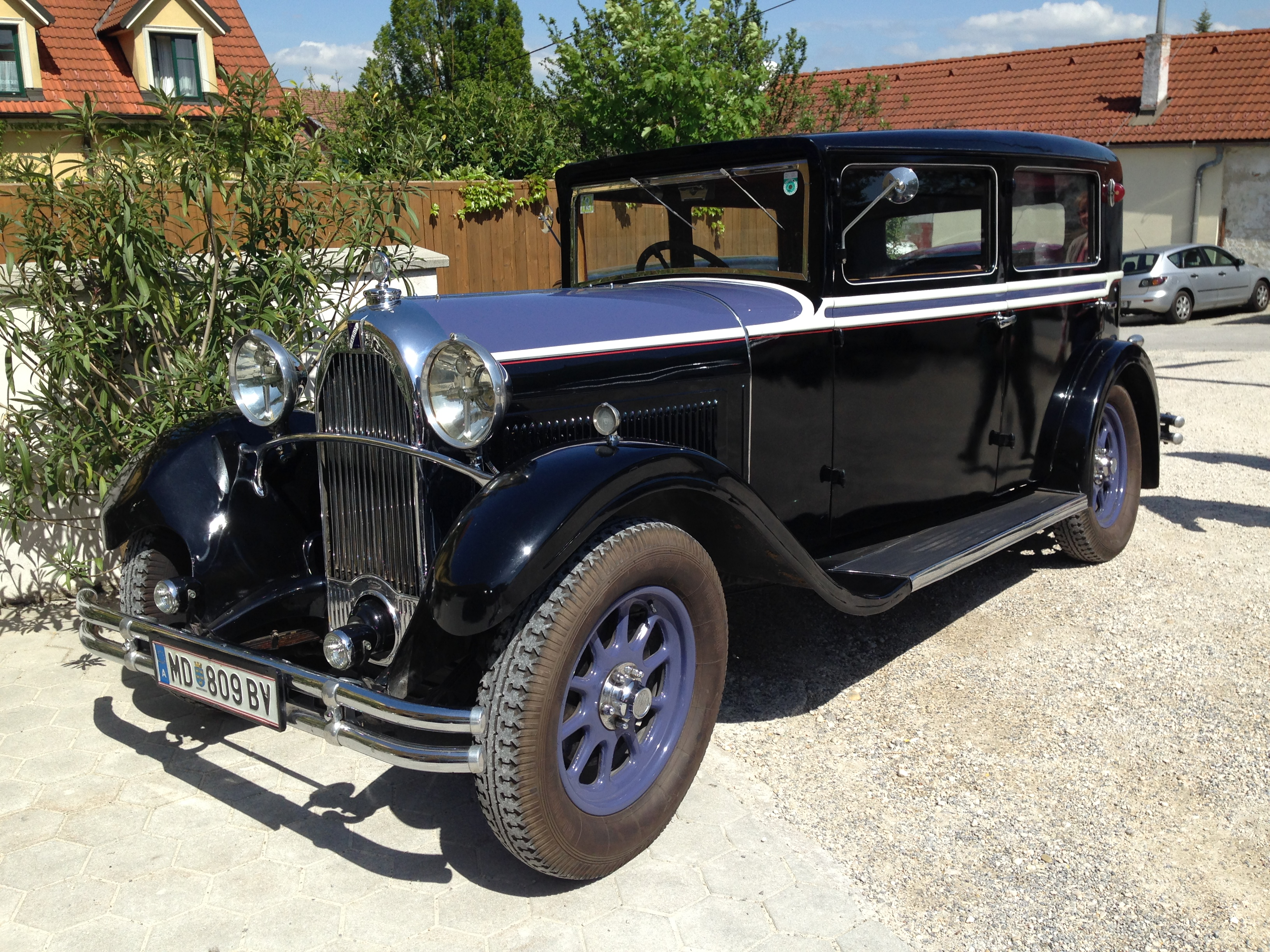
c. 1930 M67 berlina

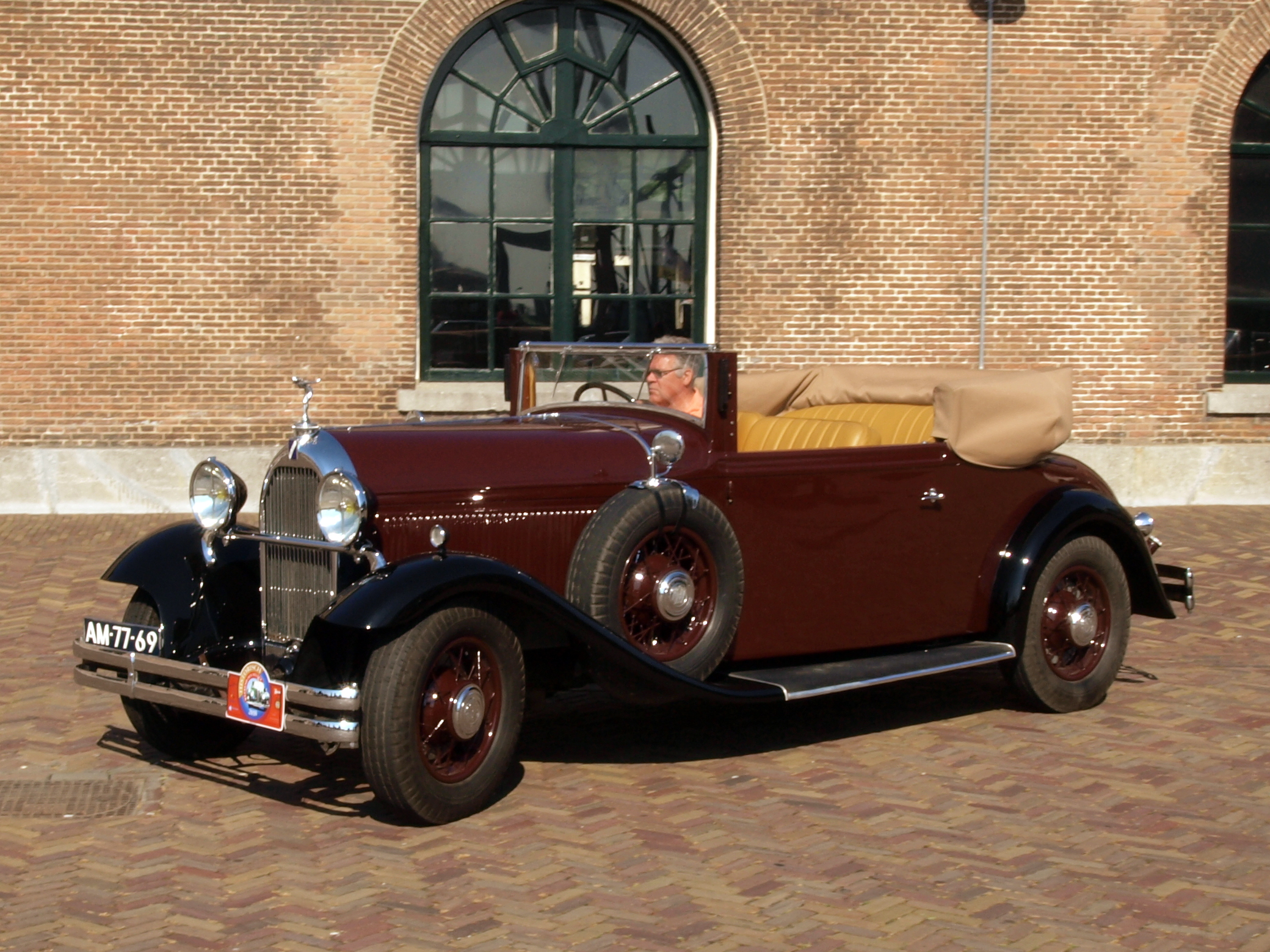
1931 M75 cabriolet

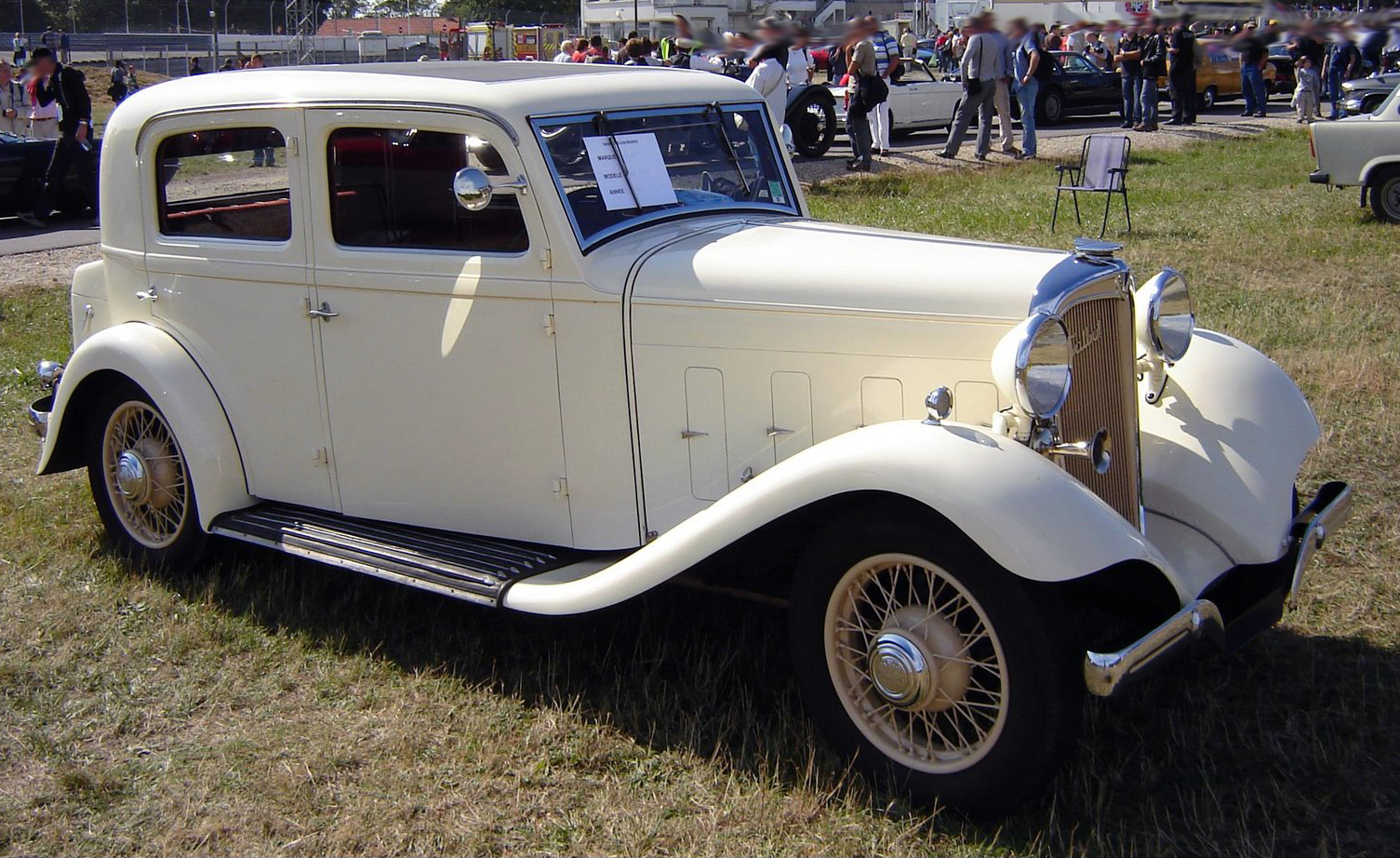
1934 L67 berlina

Automobiles Talbot France fabricó coches bajo este nombre en Suresnes, cerca de París, Francia, entre 1920 y 1959. La empresa inicial fue fundada por Alexandre Darracq en febrero de 1897. En 1902 pasó a estar bajo control británico, convirtiéndose en una compañía subsidiaria, posteriormente conocida como Automobiles Darracq S.A. tras ser instituida en 1916 por la compañía A Darracq and Company (1905) Limited de Londres, que segregó accionarialmente sus negocios de Francia y Gran Bretaña bajo distintas denominaciones.
Cuando Clément-Talbot, la compañía matriz de Londres, fue adquirida por S T D Motors Limited en 1920, el negocio de Suresnes fue rebautizado como "Automobiles Talbot" y después de un periodo de transición, sus productos utilizaron la marca "Talbot" exclusivamente. Antonio Lago, el director general en Suresnes, adquirió el control del negocio tras el derrumbamiento financiero de S T D Motors Limited y su liquidación en 1936.

## Historia del negocio

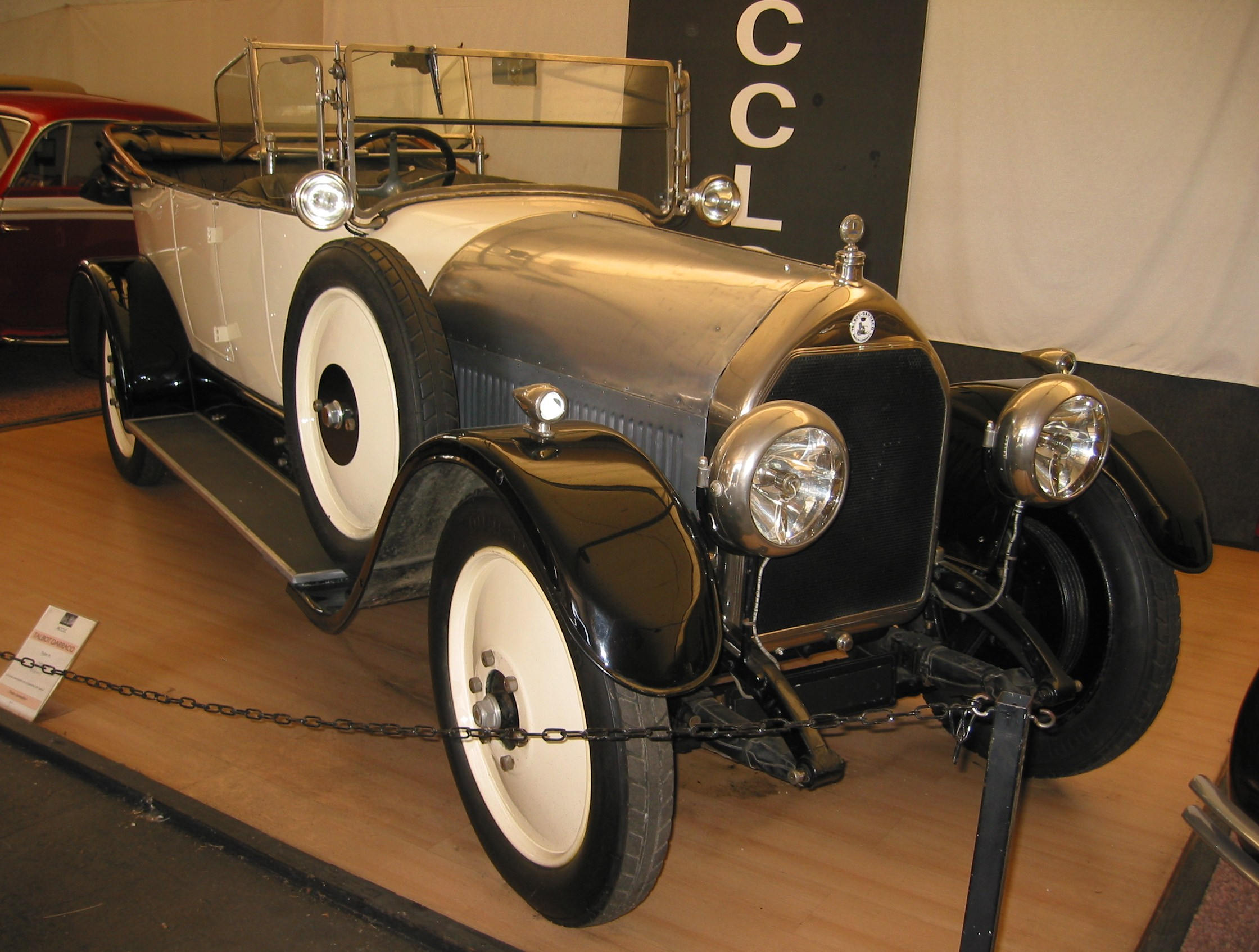
Talbot A20

Durante 1916 la planta de Suresnes, la totalidad del negocio en Francia, fue transferida a la Société Anonyme Automobiles Darracq, una nueva compañía fundada en Francia al efecto. Las instalaciones británicas fueron transferidas a una compañía británica denominada Darracq Motor Engineering Company Limited. De esta forma, A Darracq and Company (1905) Limited, pasaba a ser simplemente la titular de las acciones de estos dos negocios.
Después de la Guerra, tras el cese de la producción de municiones, armas y aviones, la factoría de Suresnes retomó inmediatamente la fabricación de coches. Para el Salón del Automóvil de París en octubre de 1919, el modelo 16HP "Tipo V14" previo a la guerra, había regresado a la producción, presentando un motor de cuatro cilindros y 2940 cc. Pero la gran noticia del fabricante en la exhibición de París era el 24 HP "Type A", propulsado por un motor V8 de 4584 cc. El diseño de este modelo ya había sido iniciado antes de la guerra por el director de operaciones Owen Clegg en 1913, pero la producción había sido retrasada por los acontecimientos bélicos hasta 1919. El "Type A" montaba una caja de cambio de cuatro velocidades, y desde 1920, frenos a las cuatro ruedas. A pesar de estas características innovadoras, no se vendió bien.
El franco francés había padecido una crisis sostenida durante los años de la guerra, y en mayo de 1920 el "Type V" costaba 35.000 francos con el chasis desnudo: el modelo con carrocería torpedo costaba 40.000 francos. Incluso el "Type V", con su batalla de 3150 mm, era un coche de un tamaño aceptable, pero para los clientes que querían más, un "Type A" con chasis desnudo costaba 39.500 francos, y 44.500 francos el mismo modelo con carrocería torpedo.
El 16 HP previo a la guerra también reapareció tras el fin del conflicto, convirtiéndose en el coche más vendido en Gran Bretaña.

## Automóviles Talbot
Tras la inclusión de Clement-Talbot en el grupo S T D, los productos de Suresnes pasaron a denominarseTalbot-Darracq, pero el nombre Darracq se hizo desaparecer ya en 1922. Los coches fabricados por Automóviles Talbot importados desde Francia al Reino Unido fueron rebautizados Darracq para evitar confundirlos con los Clément-Talbot producidos en Inglaterra.

## Antonio Lago
A principios de 1934, S T D Motors ofreció al director de Automobiles Talbot SA una opción, más tarde extendida doce meses a partir del 10 de junio de 1935, con la posibilidad de adquirir todos los intereses del negocio francés de S T D, a cambio de la liberación de la garantía de S T D sobre la compañía francesa. El valor de la garantía se fijó en 98.500 libras. Después de "negociaciones largas e intrincadas" con los banqueros de la compañía francesa, Antonio Lago ejerció debidamente su opción en 1936 y pasó a producir coches de lujo con la marca Talbot, participando en carreras con la marca Talbot-Lago hasta unos años después de la Segunda Guerra Mundial.
Lanzó una gama llena de nuevos modelos Talbot y simultáneamente se embarcó en lo que resultaría ser un muy exitoso programa de competición. En la época de la ocupación alemana, la factoría estaba plenamente equipada para producir motores de aviación Pratt & Whitney. Siendo Antonio Lago italiano, su ciudadanía británica fue ignorada, y el negocio no sufrió las perturbaciones que padecieron otros fabricantes de motores.
"Para evitar la confusión de los coches exportados a ciertos países por Automóviles Talbot S.A., a partir de ahora la marca se denominará Lago."
La gama de la postguerra incluyó modelos de dos y de cuatro puertas, un coupé de perfil redondeado y un coupé de techo fijo. Como de costumbre, se podía disponer de los chasis desnudos.
|  |  |  |

## Deporte del motor

### Años 1920

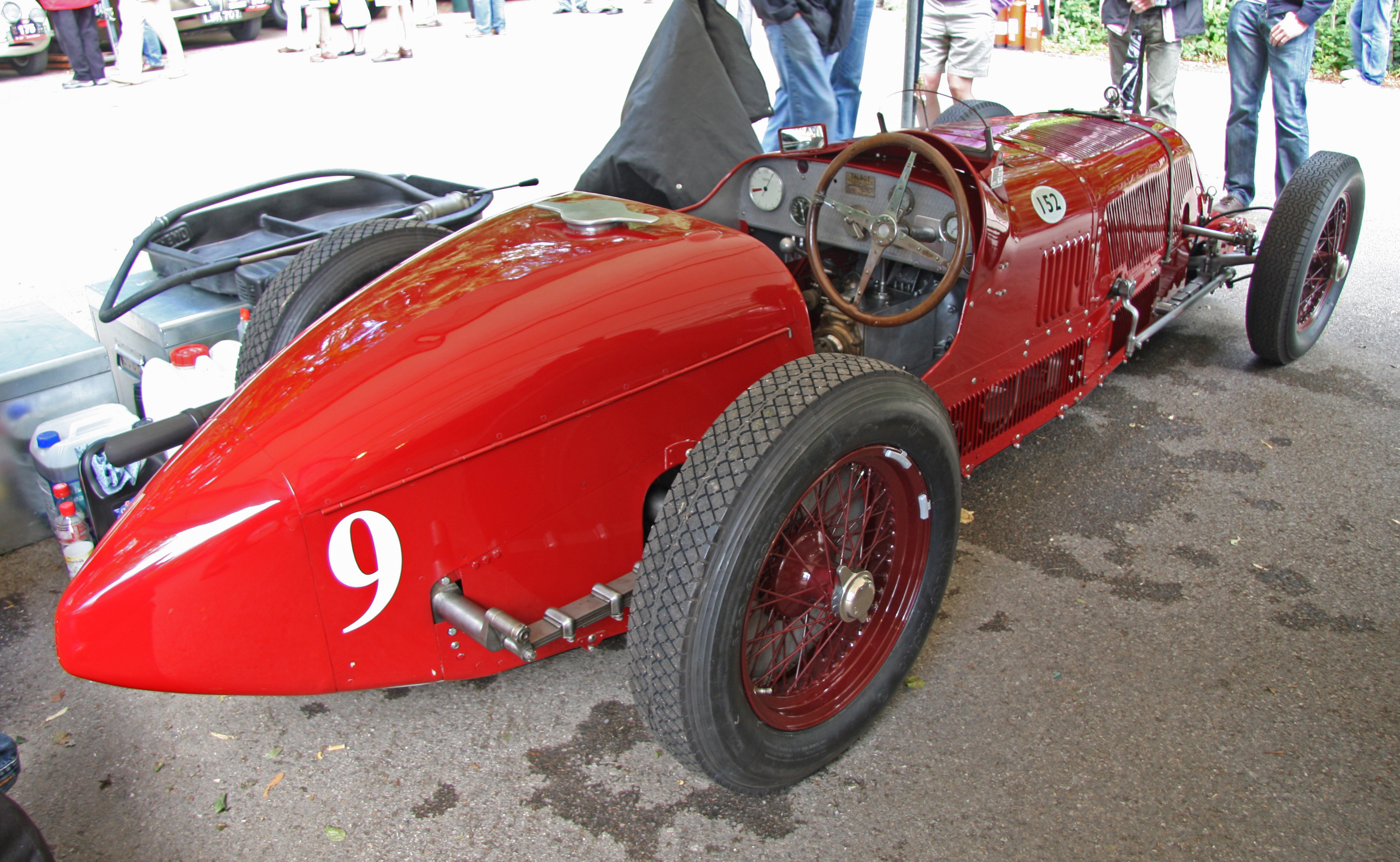
1927 Talbot-Darracq Grand Prix

Darracq había sido un nombre famoso en los circuitos, y la nueva S T D Motors combinó los emblemas de Talbot y Darracq.

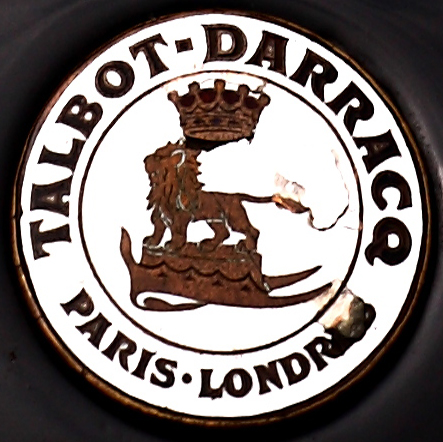

### Fórmula 1

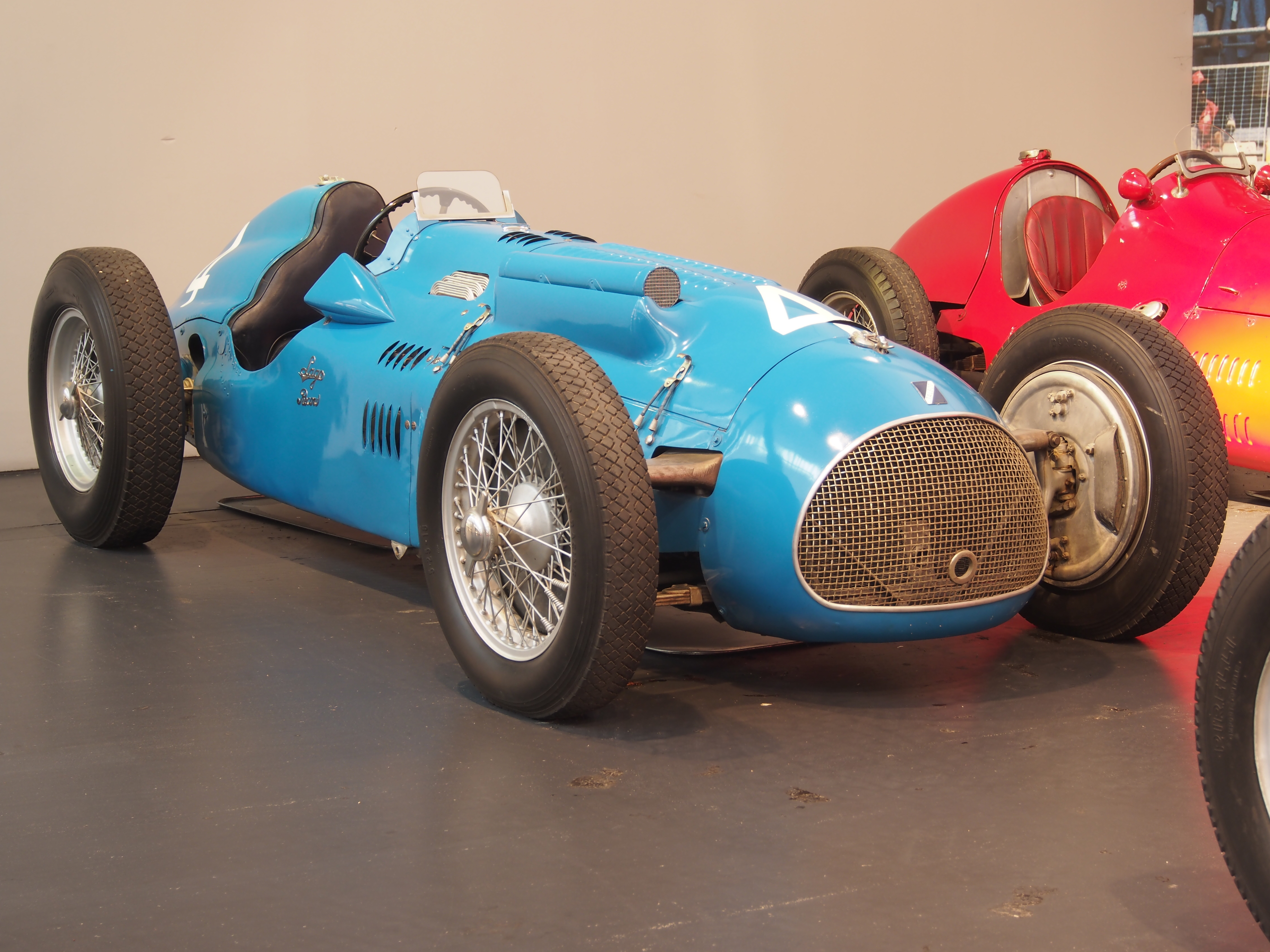
1949 Talbot-Lago T-26C Racing Monoplaza. Motor de 4482 cc DOHC con 6 cilindros en línea

Después de la Guerra, el Talbot-Lago T26 con motor de 4.5-litros y seis cilindros podía participar en la Fórmula 1, como muchos otros ejemplos (tanto de fábricas como privados) que aparecieron en los primeros dos años del Campeonato Mundial de F1, en 1950 y 1951. Los Talbot consiguieron los puestos cuarto y quinto en la carrera inaugural del Campeonato Mundial, el Gran Premio de Gran Bretaña de 1950, pilotados por Yves Giraud-Cabantous y por Louis Rosier respectivamente. El cambio de regulación de la F2 a los motores de dos litros en 1952, supuso el fin efectivo de este período de Talbot como fabricante en la F1.

### Lecturas relacionadas
- Northey, Tom, "Land-speed record: The Fastest Men on Earth", in Northey, Tom, ed. World of Automobiles (London: Orbis, 1974), Volume 10, pp. 1161–1166. London: Orbis, 1974.
- Setright, L.J.K. "Opel: Simple Engineering and Commercial Courage", in Northey, Tom, ed. World of Automobiles, Volume 14, pp. 1583–1592. London: Orbis, 1974.
- Wise, David Burgess."Darracq: A Motor Enthusiast who Hated Driving", in Northey, Tom, ed. World of Automobiles, Volume 5, pp. 493–494. London: Orbis, 1974.
- Wise, David Burgess."Vanderbilt Cup: The American Marathon", in Northey, Tom, ed. World of Automobiles, Volume 21, pp. 2458–60-4. London: Orbis, 1974.